# Jeļena Rubļevska
Jeļena Rubļevska (23. marts 1976 i Riga i Lettiske SSR) er en lettisk moderne femkæmper.
Rubļevska har deltaget ved tre Olympiske lege. Under Sommer-OL i 2000 i Sydney opnåede hun en ottendeplads med 5.051 point, under Sommer-OL i 2004 i Athen opnåede hun en sølvmedalje med 5.380 point og under Sommer-OL i 2008 i Peking opnåede hun en 23. plads med 5.268 point.
Rubļevska har også deltaget ved VM i femkamp, hvor hun i 2000 og 2005 opnåede at vinde bronzemedaljer, ligesom hun har opnået andenpladsen ved VM-cup i femkamp i både 2004 og 2007. Under VM i militær femkamp i 2011 opnåede hun en guldmedalje sammen med Sandis Šika i mixed stafet. Med en sjetteplads ved europamesterskaberne i 2011 kvalificerede hun sig til deltagelse ved Sommer-OL i 2012 i London.